# Strukov
Strukov (deutsch Strukowitz) ist eine Gemeinde in Tschechien. Der Ort liegt fünf Kilometer südöstlich von Uničov und gehört zum Okres Olomouc.

## Geographie
Strukov befindet sich am linken Ufer des Flüsschens Teplička (Augezdbach) in der Hanna. Durch den Ort führt die Landstraße II/446 von Uničov nach Olomouc.
Nachbarorte sind Újezd im Norden, Březina und Mladějovice im Nordosten, Babice im Osten, Žerotín im Südosten, Boudy im Süden, Pňovice im Südwesten, Papůvka und Dětřichov im Westen sowie Želechovice im Nordwesten.

## Geschichte
Im Zuge der Josephinischen Reformen wurde 1784 auch das Augustinerkloster in Sternberg aufgelöst. Zu den Besitzungen des Ordens gehörte auch der Herrenhof Žerotín. Auf einem Teil von dessen Fluren, für die sich kein neuer Besitzer gefunden hatte, wurde 1789 die Siedlung Strokanice / Strokowitz angelegt. Der neue Ort wurde wahrscheinlich nach dem Beamten benannt, der die Grundstücke an die neuen Siedler verteilte. Ab 1850 gehörte Strokowitz zum Bezirk Šternberk. 1880 erfolgte die Änderung des Ortsnamens in Strokov / Strokowitz. 1921 wurde die Ortsbezeichnung Strukov / Strukowitz amtlich.
Im Zuge der Gebietsreform von 1960 wurde Strukov zum 1. Jänner 1961 mit Žerotín zur Gemeinde Žerotín-Strukov zusammengeschlossen. Gleichzeitig erfolgte die Auflösung des Okres Šternberk und die neue Gemeinde wurde dem Okres Olomouc zugewiesen. Am 24. November 1990 löste sich die Gemeinde Žerotín-Strukov auf und Strukov wurde wieder eigenständig. Im Grundbuchregister sind für Strukov 79 Häuser eingetragen.

## Sehenswürdigkeiten
- Steinkreuz aus dem 16. Jahrhundert
- steinerner Glockenturm, errichtet 1852
- Statue des Hl. Johannes von Nepomuk

## Söhne und Töchter der Gemeinde
- František Hrubý (1887–1943), Historiker und Professor an der Universität Brünn